# Motor Sales & Service Corporation
Motor Sales & Service Corporation war ein US-amerikanischer Hersteller von Automobilen.

## Unternehmensgeschichte
Hilton W. Sofield hatte bereits Erfahrungen im Automobilbau bei der Keystone Truck Company gesammelt. Er gründete 1920 das Unternehmen. Der Hauptsitz war in Philadelphia in Pennsylvania. Das Werk befand sich dagegen in Riverton in New Jersey. Im August 1920 war die Markteinführung. Der Markenname lautete Hilton. Anschließend gründete Sofield die Pennsylvania Motors Corporation, um Nutzfahrzeuge zu entwickeln. Ein Markenname war noch nicht festgelegt. Im Juni 1921 zerstörte ein Feuer das Werk. Das war das Ende für beide Unternehmen.

## Fahrzeuge
Im Angebot stand nur ein Modell. Es hatte einen Vierzylindermotor von Herschell-Spillman. Er war mit 19,6 PS angegeben. Das Fahrgestell hatte 290 cm Radstand. Der Aufbau war ein geschlossenes Coupé. Auffallend war das Stufenheck. Auf der vorderen Sitzbank war Platz für drei Personen. Die Räder waren Drahtspeichenräder. Das Reserverad befand sich senkrecht am Heck.